# Biserica de lemn din Gănești

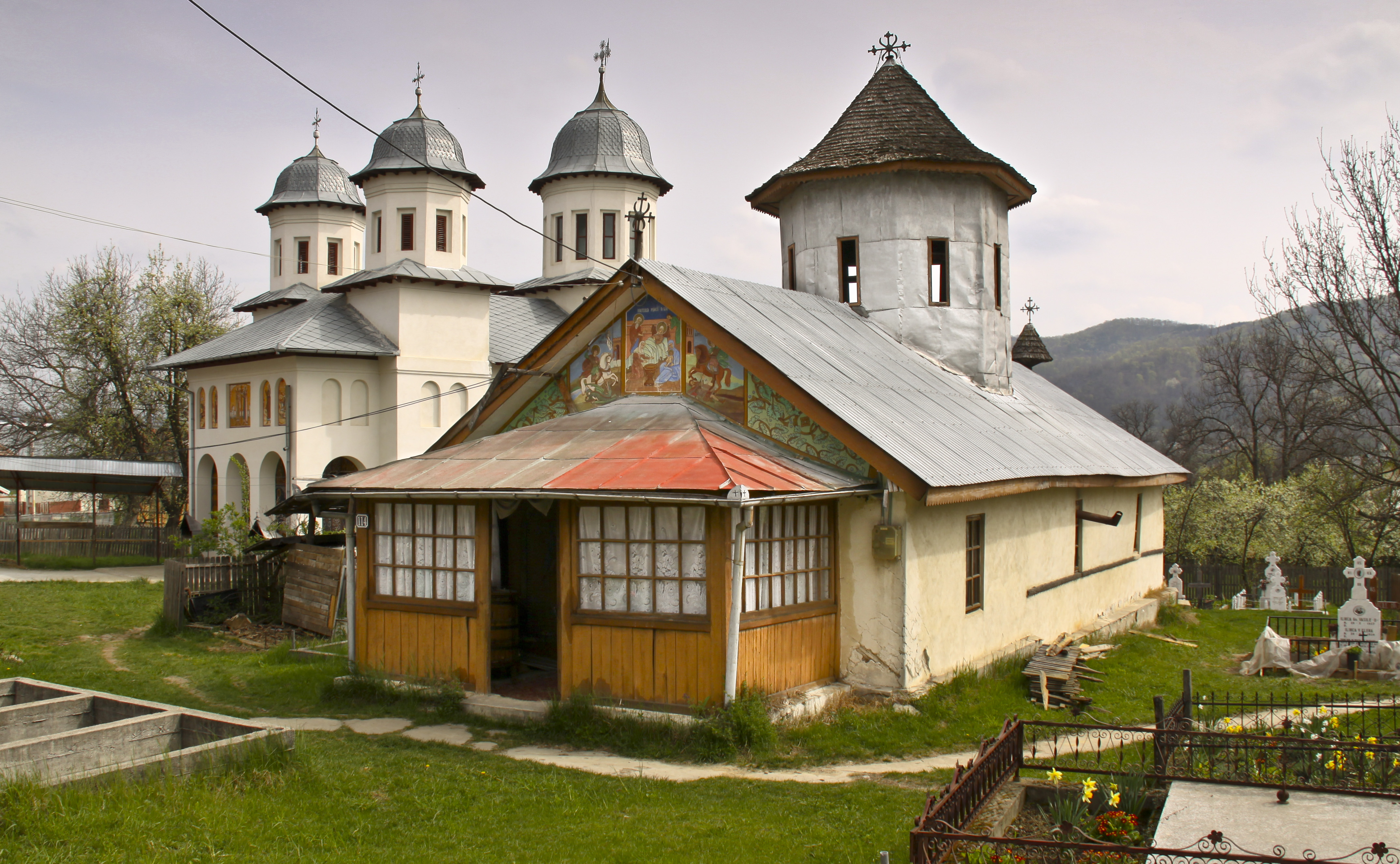
Biserica de lemn din Gănești, județul Argeș. Foto: aprilie 2010

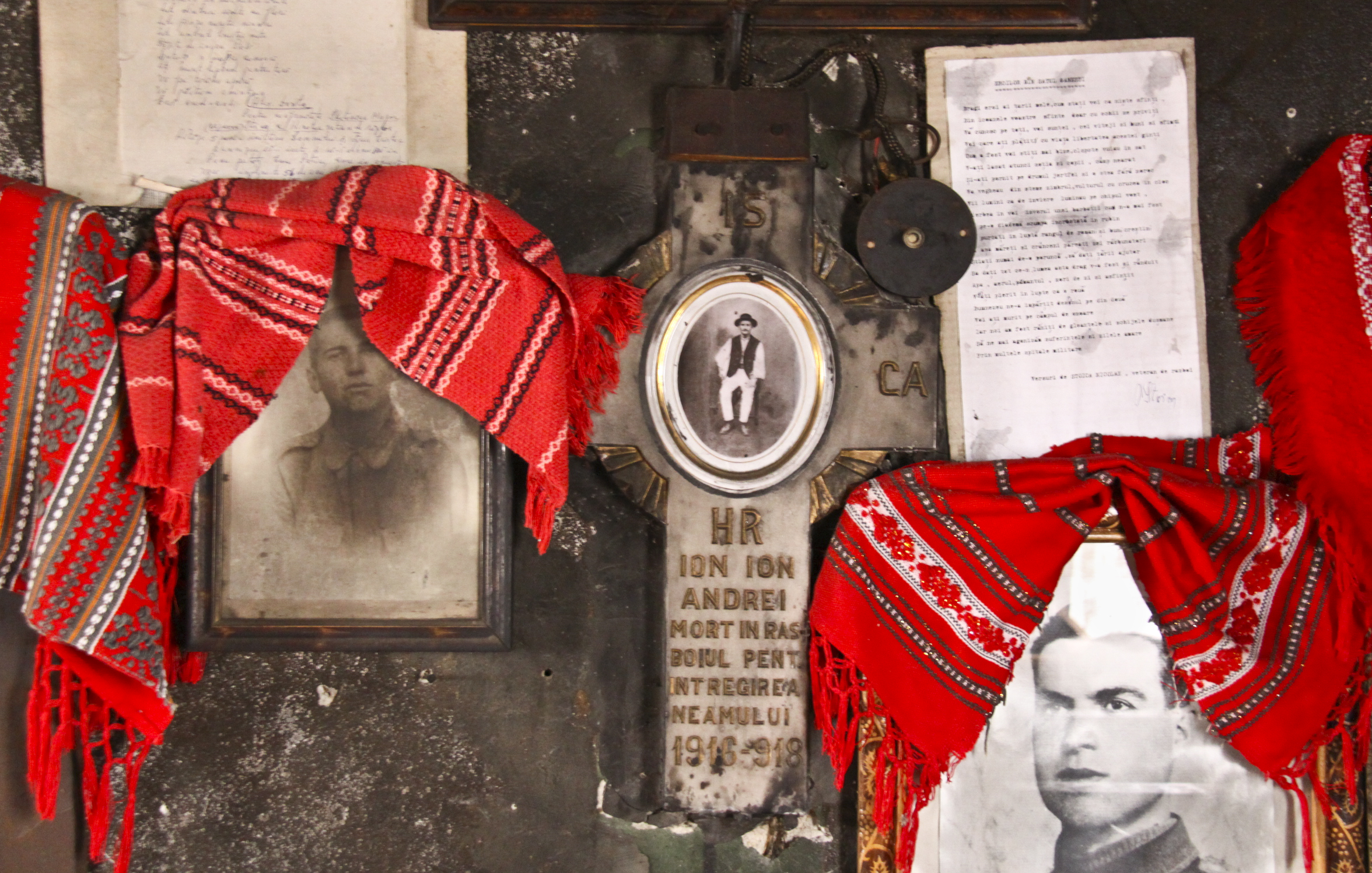
Colţul eroilor locali din primul și al doilea război mondial, amenajat în pronaos. Foto: aprilie 2010

Biserica de lemn din Gănești, comuna Pietroșani, județul Argeș, poartă hramul „Nașterea Maicii Domnului” și este datată din anul 1834. Se remarcă prin funia mediană sculptată în relief, crucea și lespedea de mormânt din pridvor, colțul eroilor din primul și al doilea război mondial precum și pisania din pronaos care îl menționează pe regele Carol al II-lea. Biserica este înscrisă pe noua listă a monumentelor istorice, LMI 2004:  AG-II-m-B-13691. 

## Istoric
Momentul de început al bisericii și renovările care au urmat sunt surprinse în pisania pictată în 1930 sub formă de cronică, pe peretele dintre pronaosul nou și cel vechi. Textul ei începe în partea stângă a trecerii dintre încăperi și reține următoarele: „S-a făcut această sf[ântă] bi[serică] de lemn de stejar în anul mântuirii 1834, cu cheltuiala d[oam]nei propiatăreasa moșiei Gănești, Ecaterina Gri[gore] Drugănescu și s-a slujit în ea de cătră pr[eot] Dumitrache fiind neisprăvită, până la anul 1877.”
O a doua etapă în devenirea bisericii actuale s-a încheiat în 1878-79, când a fost cercuită și tencuită biserica, apoi zugrăvit interiorul. Pisania surprinde acest moment astfel: „Și în anu 1878-1879, prin stăruința pr[eotului] I. Bărbulescu s-a pardosit cu lespezi, s-a cercuit, tencuit și zugrăvit cu cheltueala preotului și enoriașilor din acel timp din Gănești și alte sate vecine după cum sunt trecuți în condica biserici[i].”
Pisania continuă pe partea dreptă cu însemnarea: „Cu ajutorul lui Dumnezeu s-a pictat acestă sf[ântă] bi[serică] în zilele binecredinciosului rege Carol [II și a] prea sfințitului Miron Cristea patriearh României. În anu mântuiri[i] 1930 aug[ust] 22 cu cheltuiala d-nei Marie și soțul d-nei Ilie Ogoreanu și mama d-lor E[lisa]veta I Andronescu, Vasile, fiul nostru și mama noastră Elena I. Ogoreanu. Ghe. I. Zaffiescu pictor.”. Această parte de pisanie reține o refacere a picturii și probabil și momentul extinderii bisericii spre apus prin închiderea vechiului pridvor. În acesta a fost amenajat după aceea colțul de cinstire a eroilor din sat, pierduți în primul și al doilea război mondial. Ștergerea intenționată a numelui regelui din pisanie este o amintire a cenzurii din perioada comunistă, manifestată și în biserici. 

## Trăsături
În forma sa actuală biserica este rezultatul unei extinderi semnificative spre apus a pronaosului, completată cu un pridvor nou la intrare. Pereții despărțitori interiori sunt în cea mai mare parte demolați și înlocuiți sub turn cu stâlpi, din nevoia de a descărca vertical greutatea turnului, direct în pardoseală. 

## Imagini din exterior

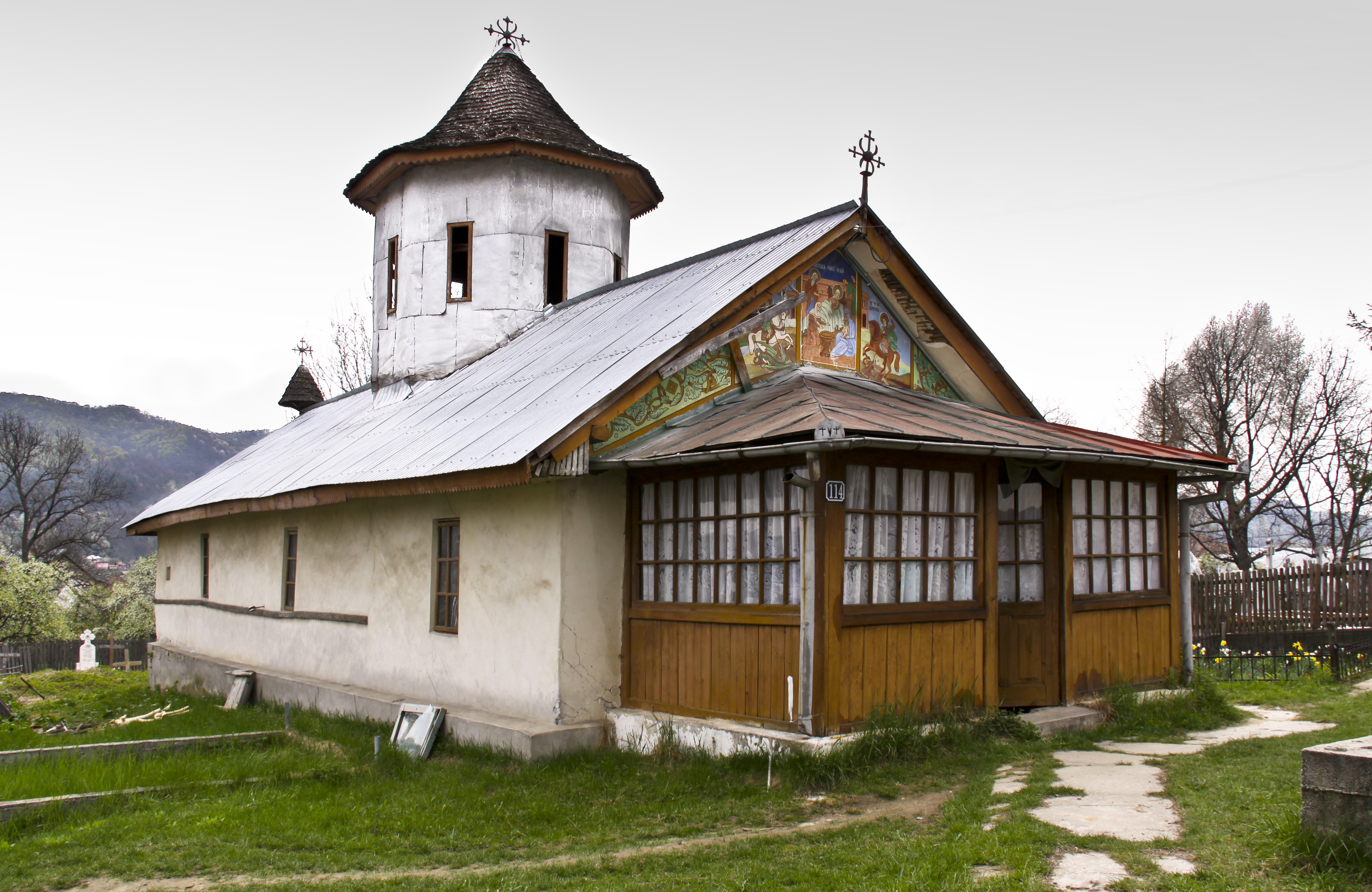
nord-vest
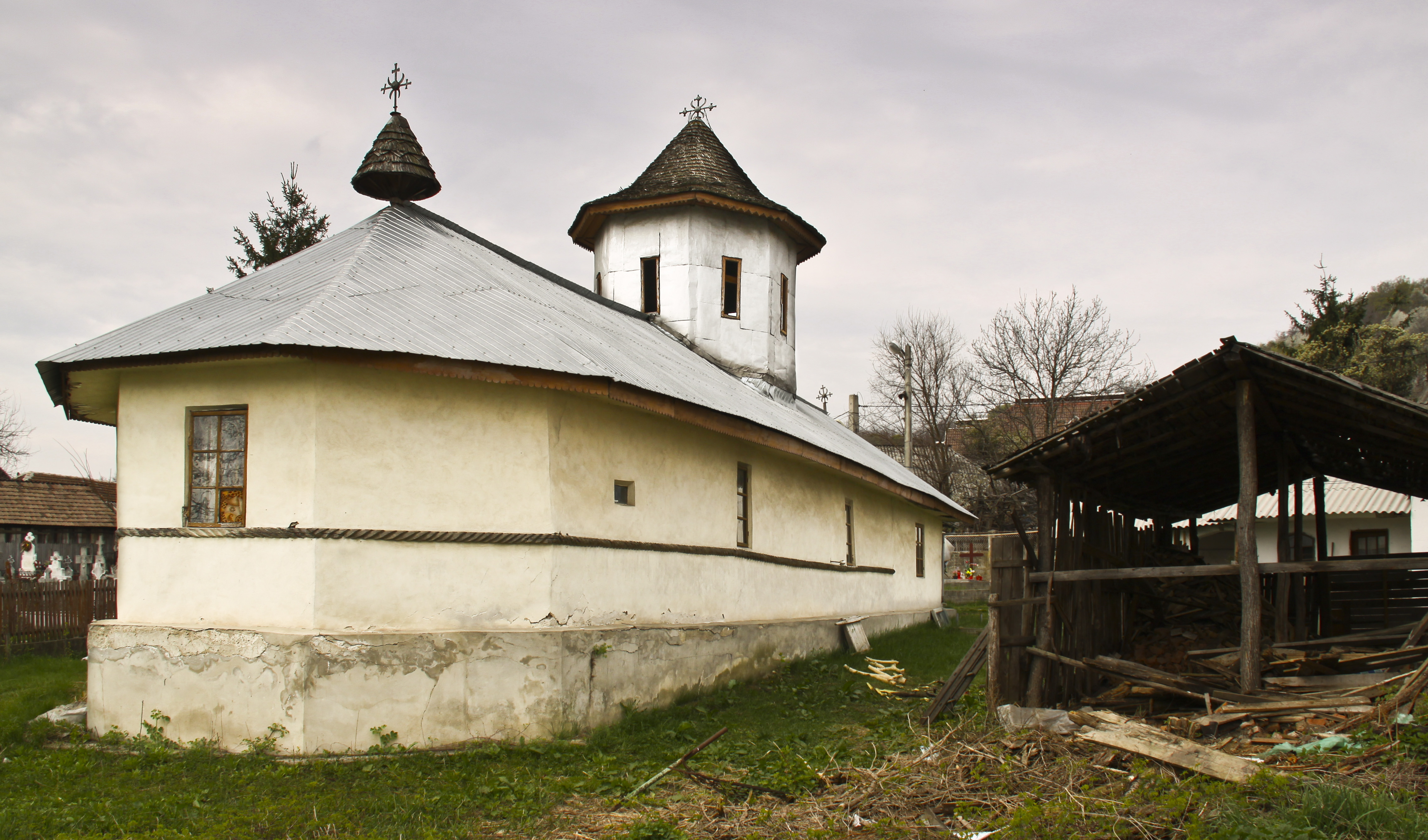
nord-est
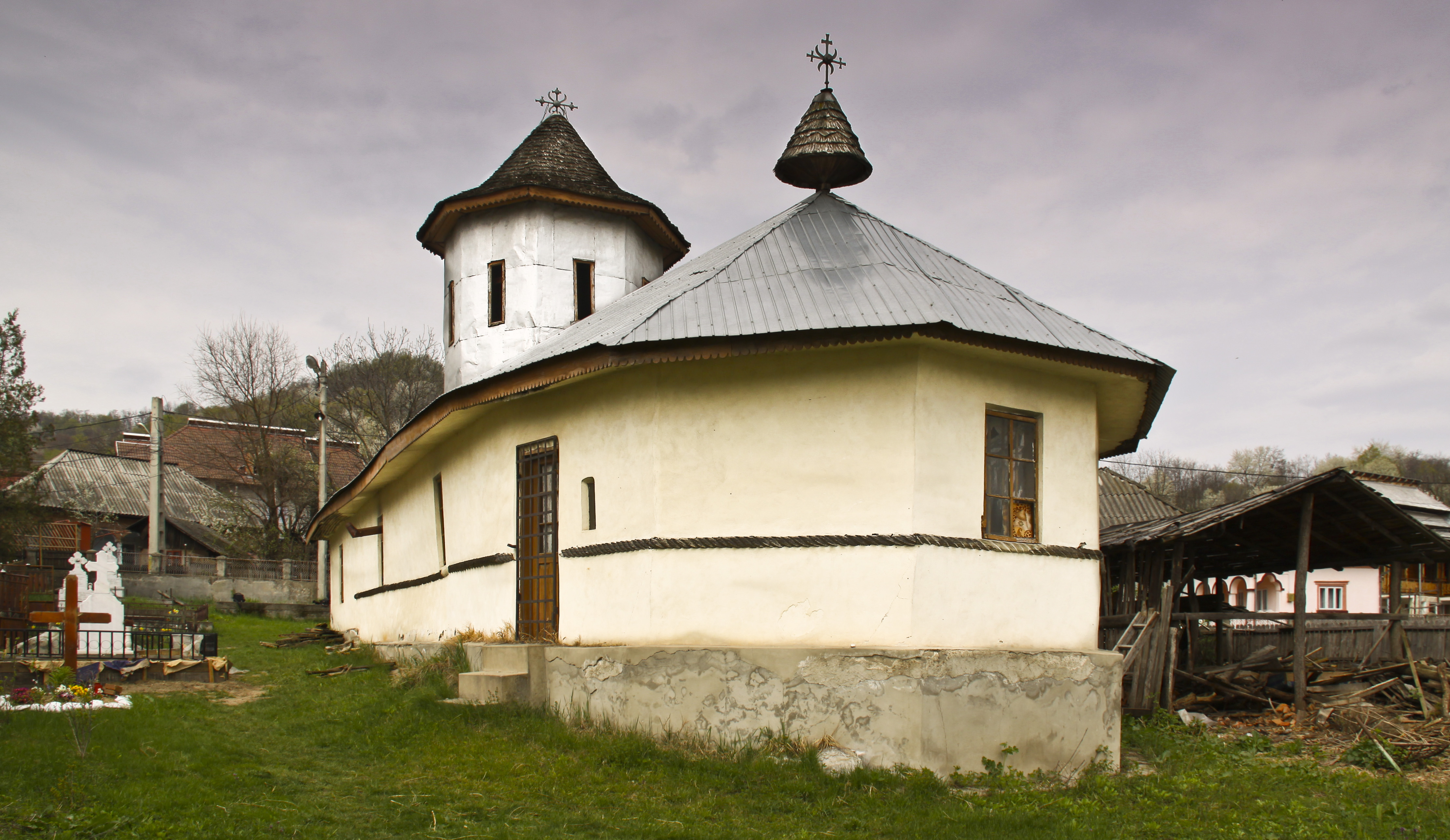
sud-est
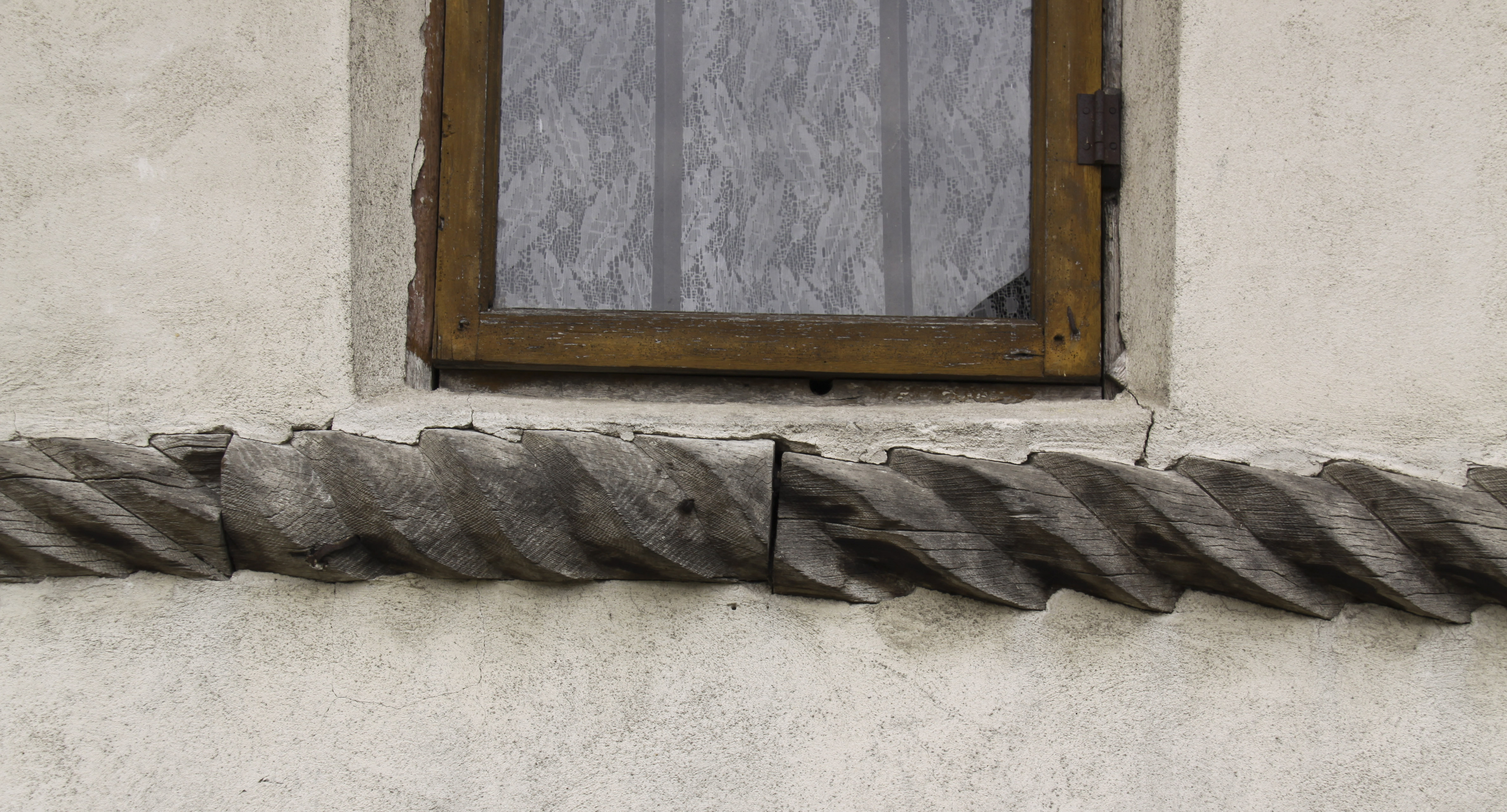
brâu median

## Imagini din interior

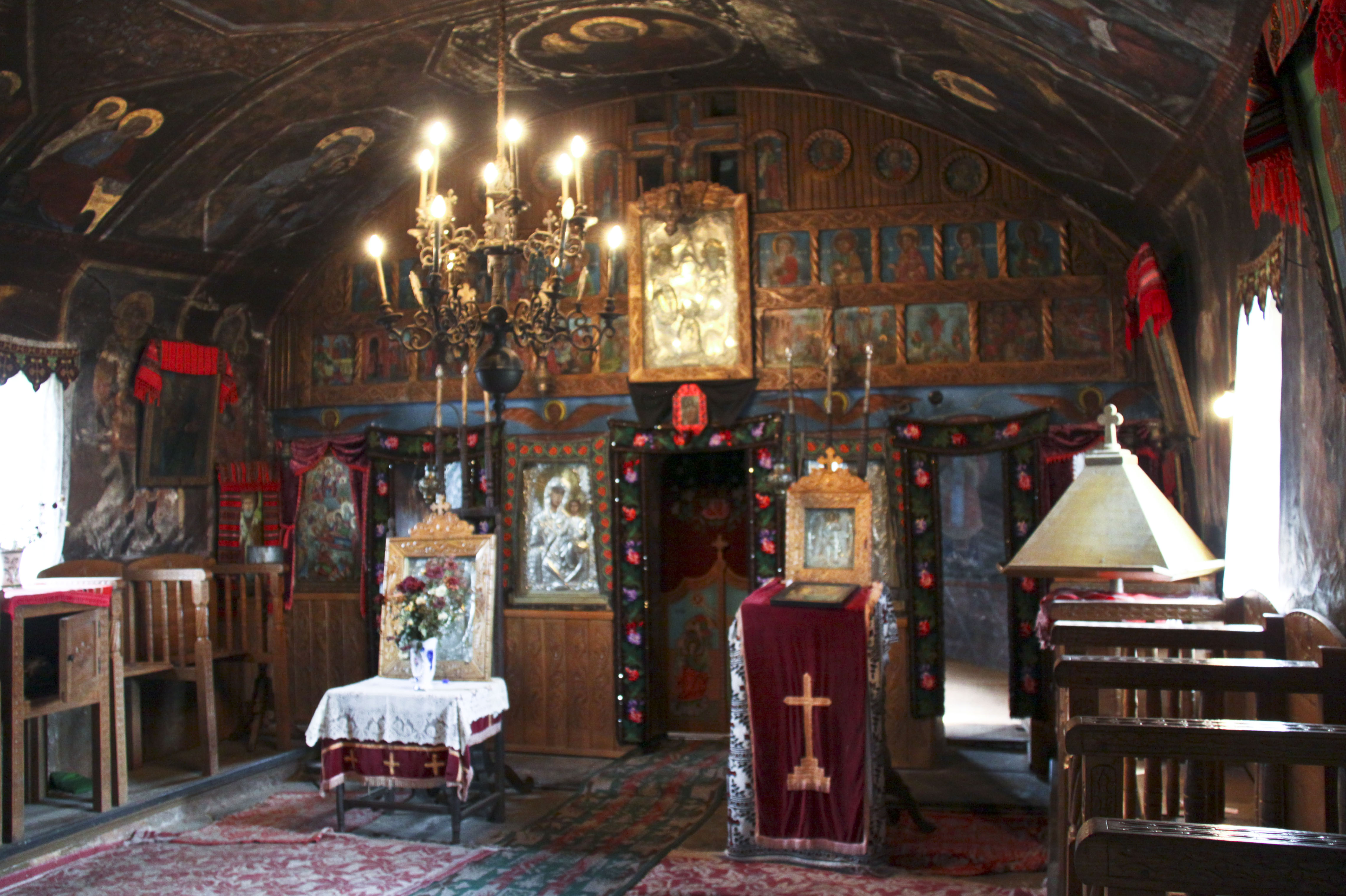
naos, iconostas
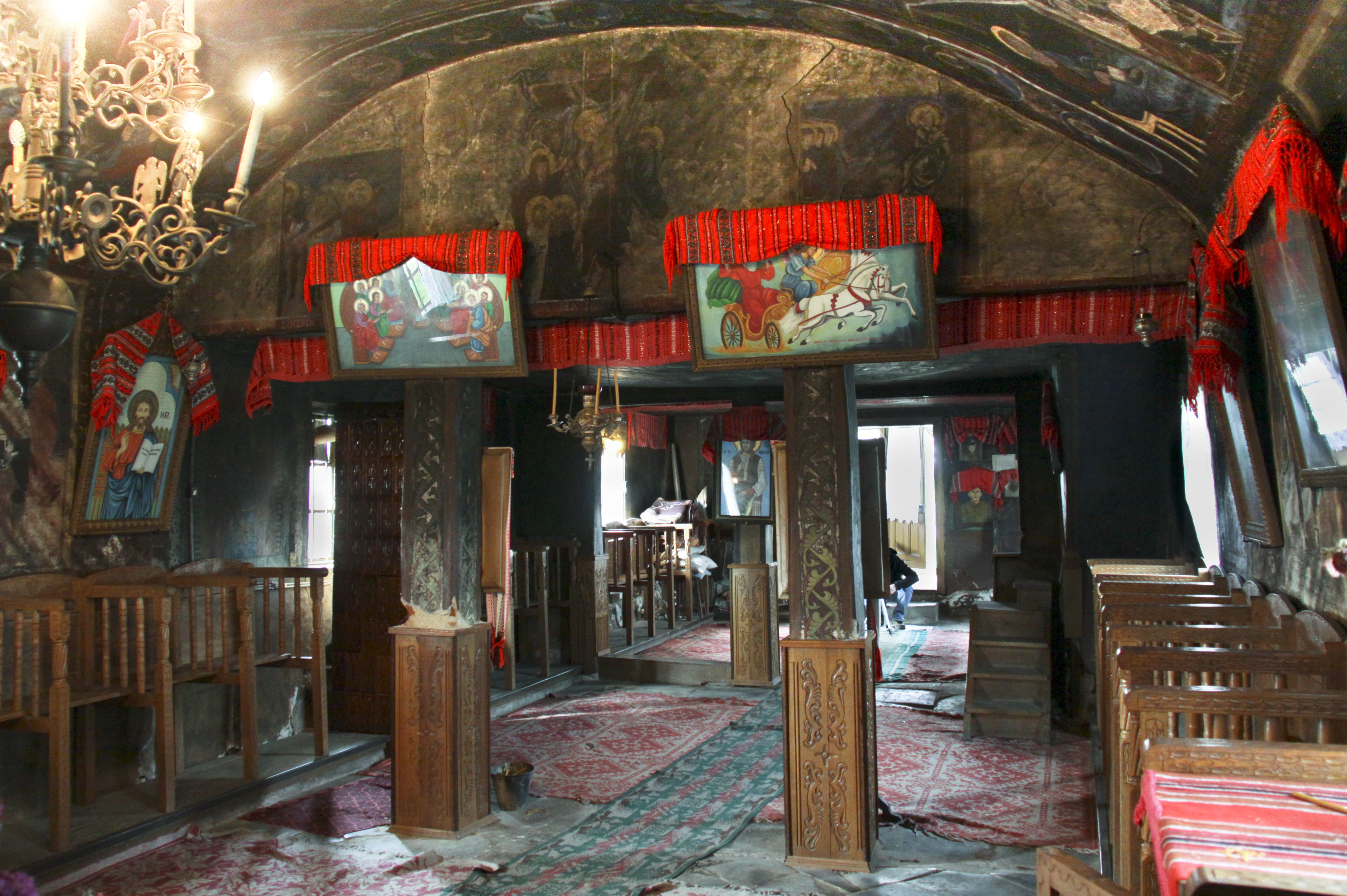
naos
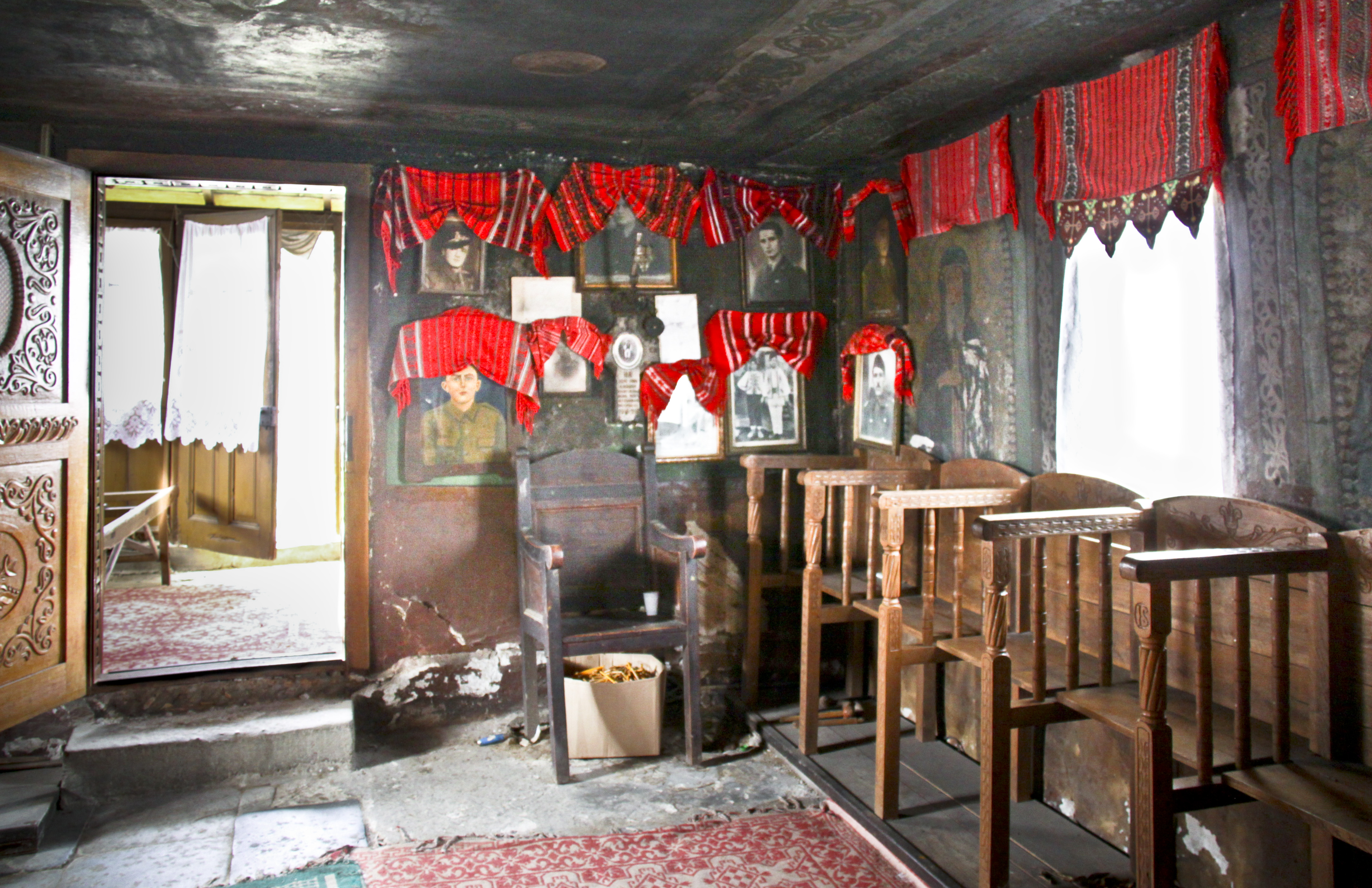
pronaos, colţul eroilor
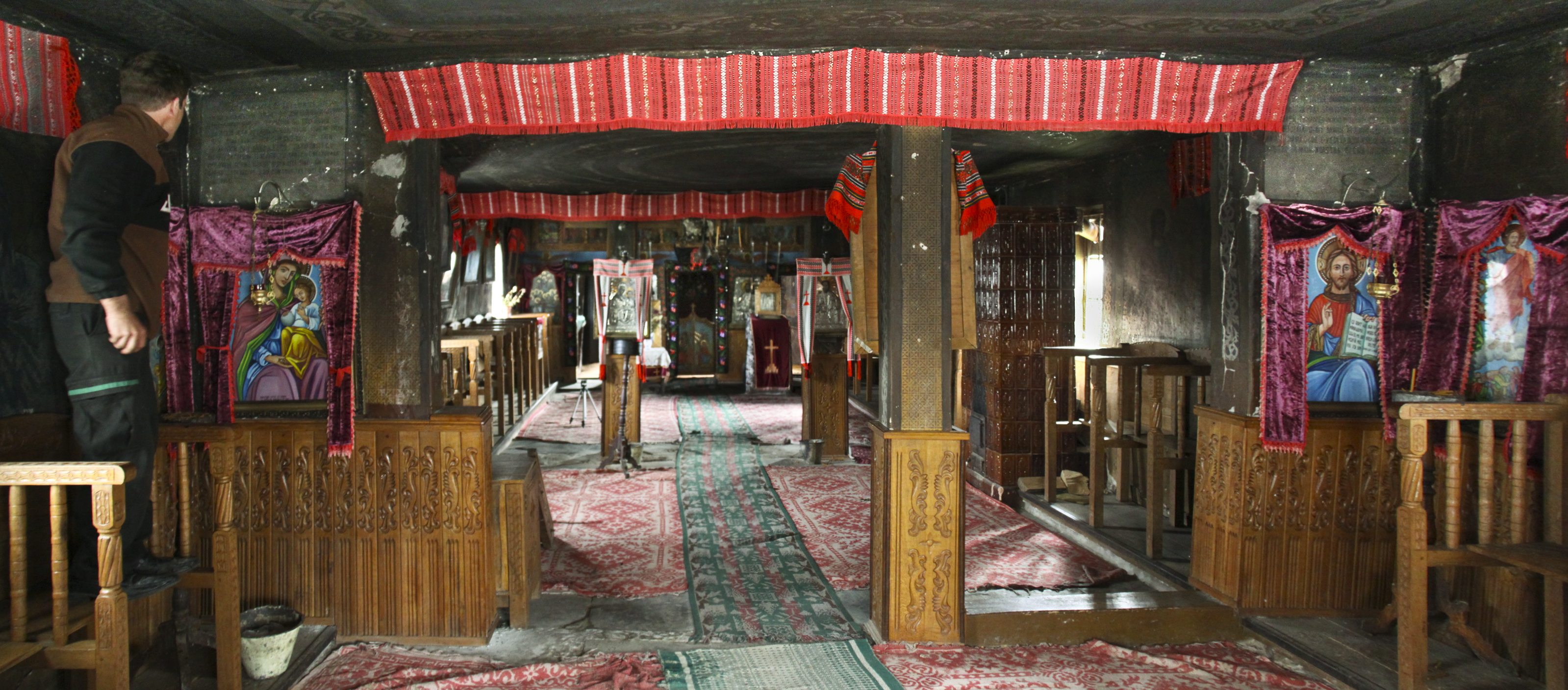
pronaosul nou, spre naos
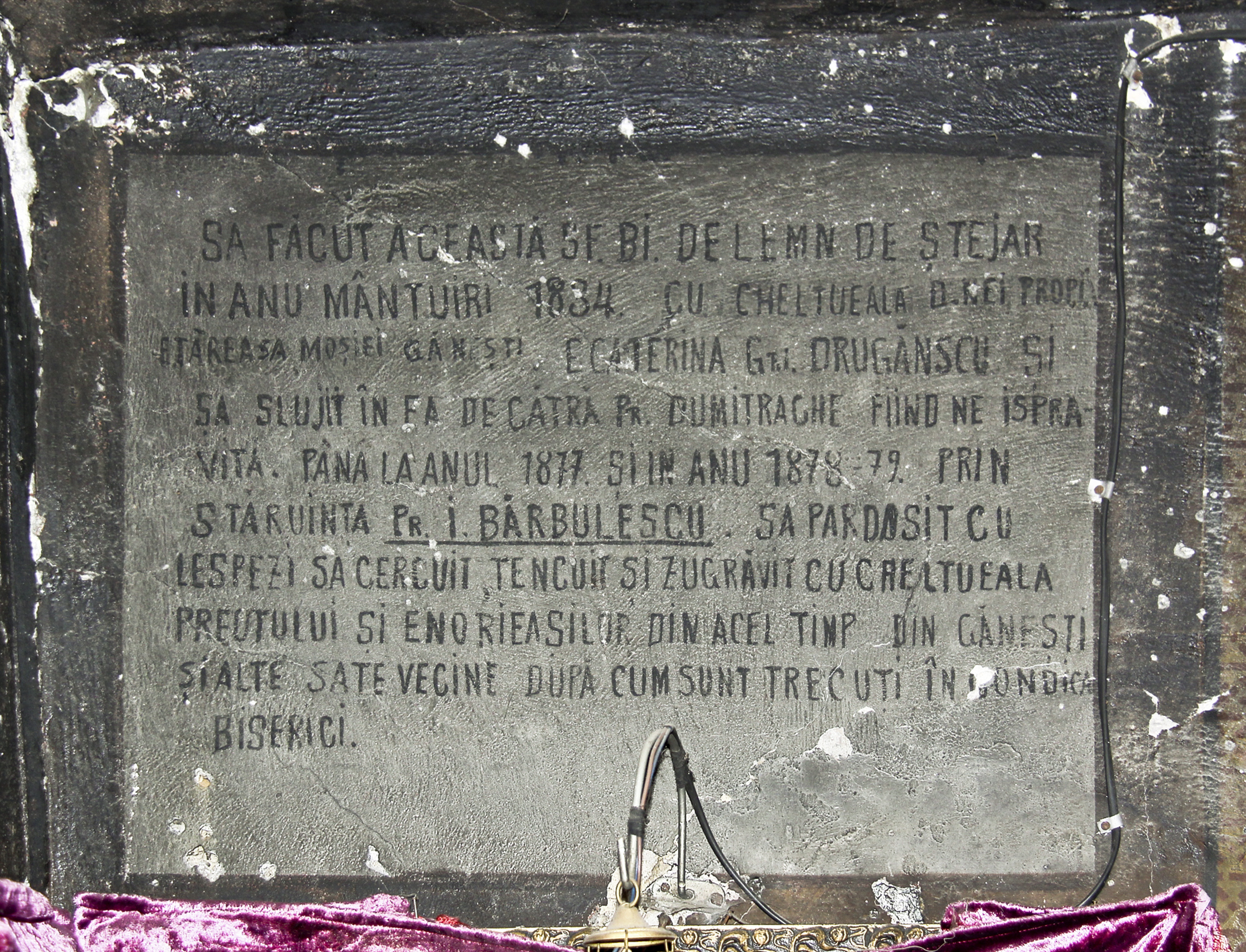
pisanie 1930
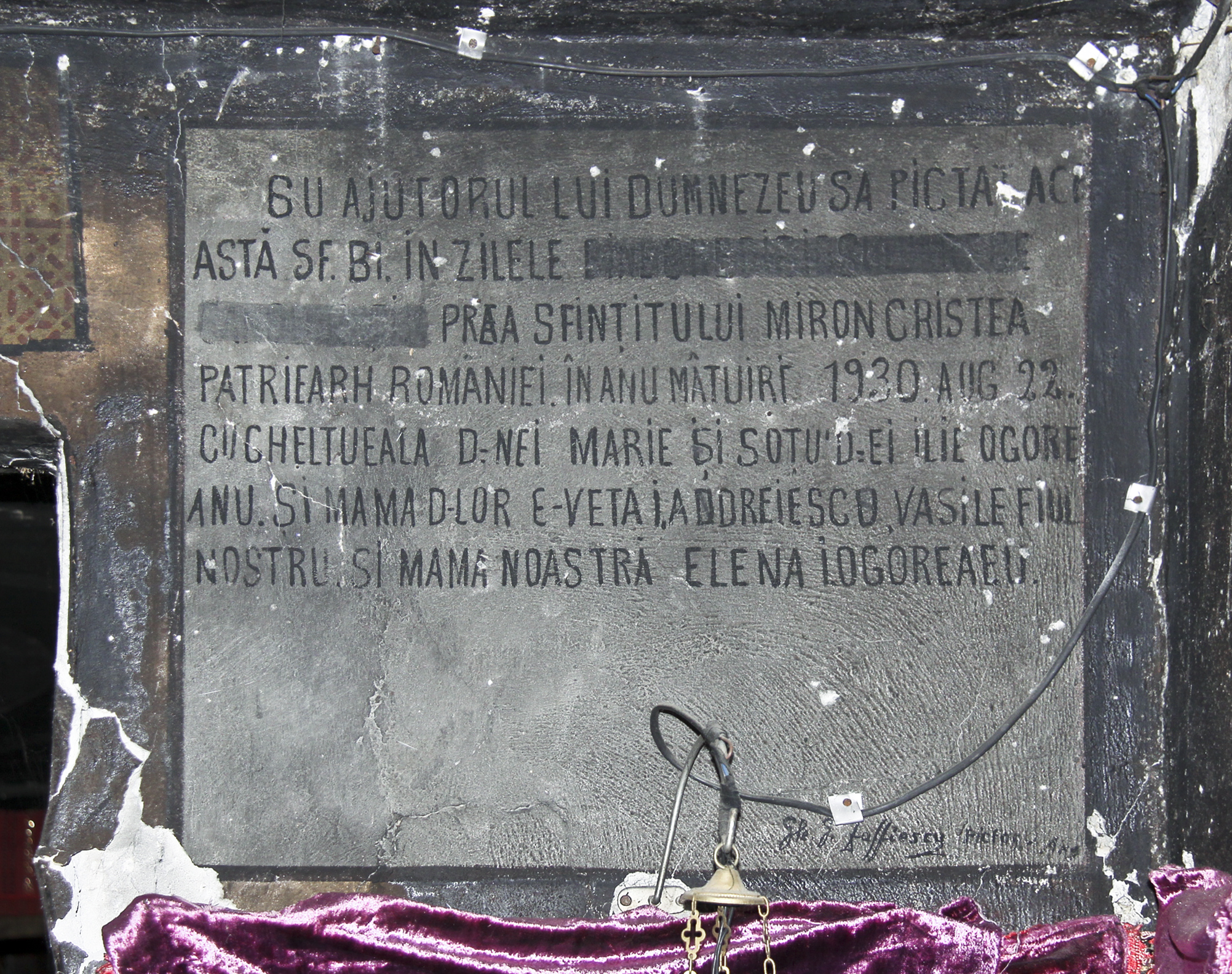
pisanie 1930
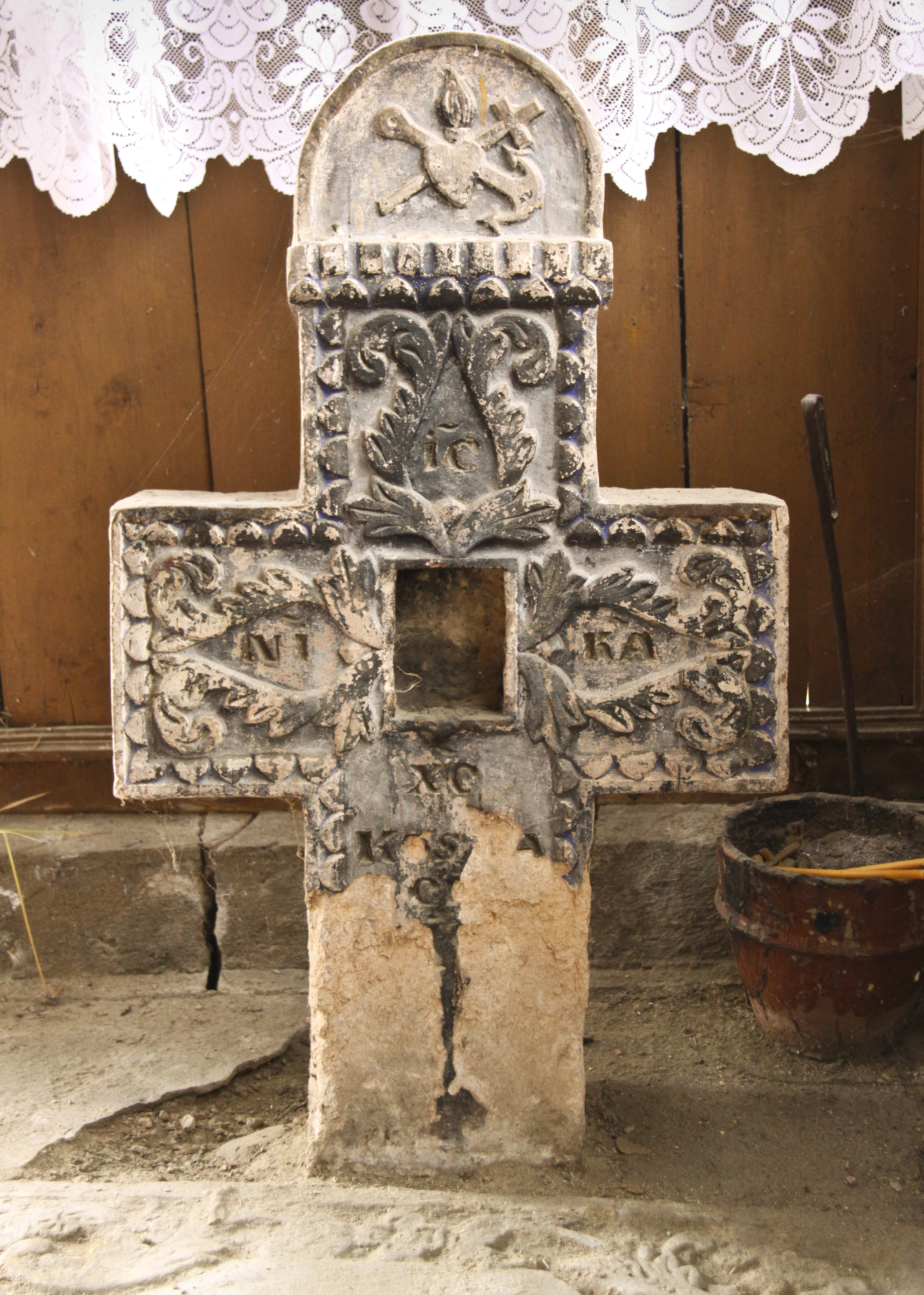
cruce de piatră în pridvor, 1860
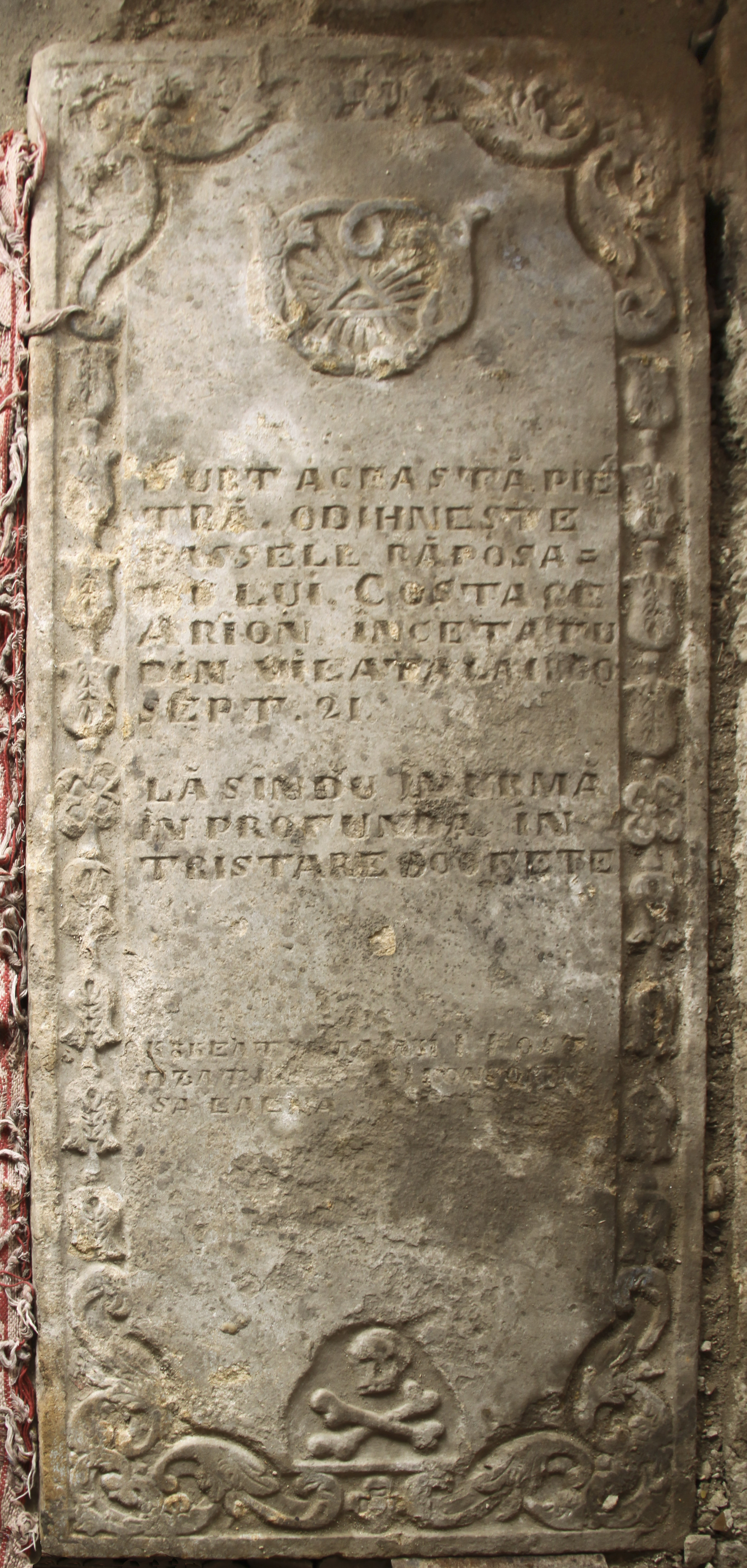
lespede de mormânt în pridvor, 1860
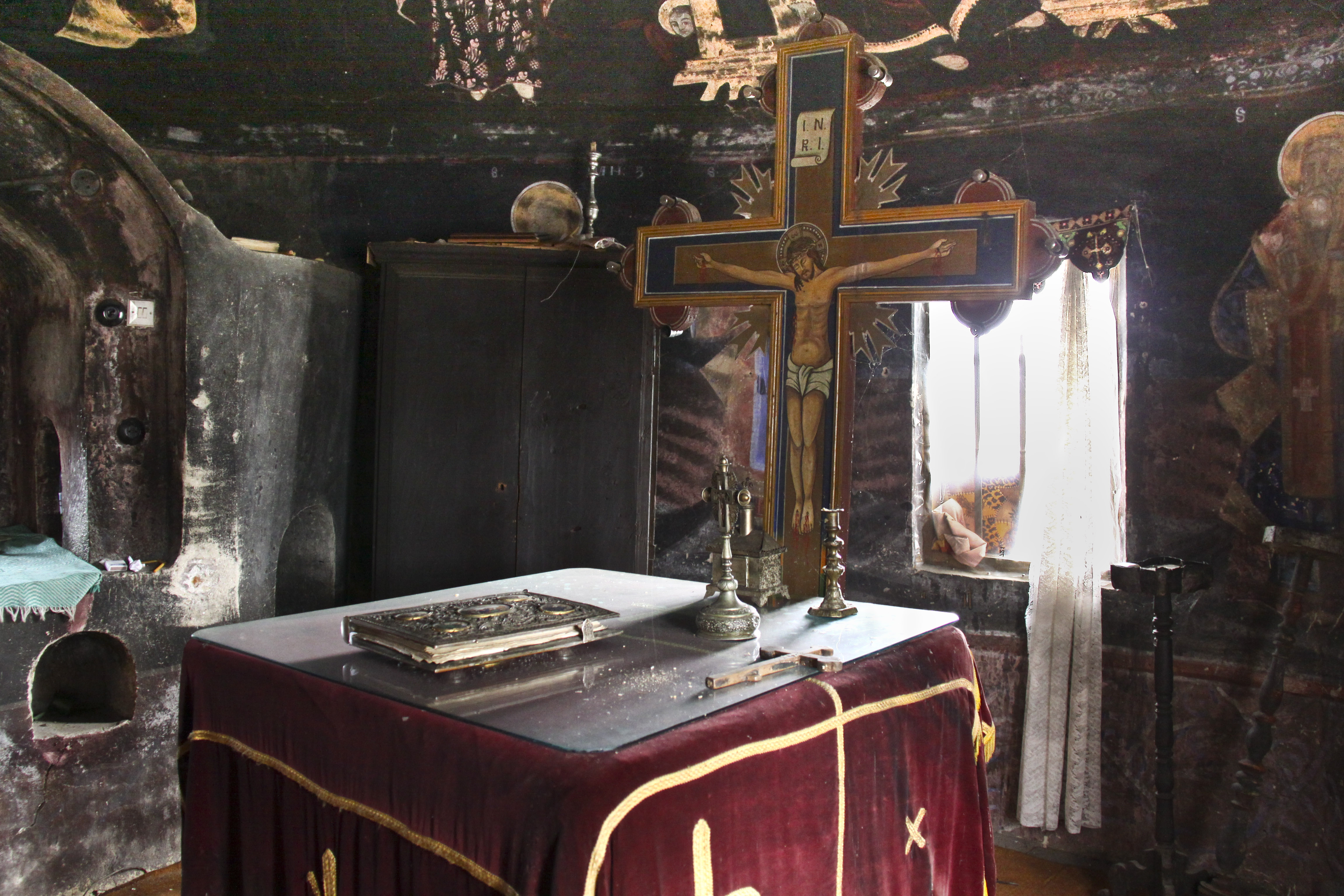
altar
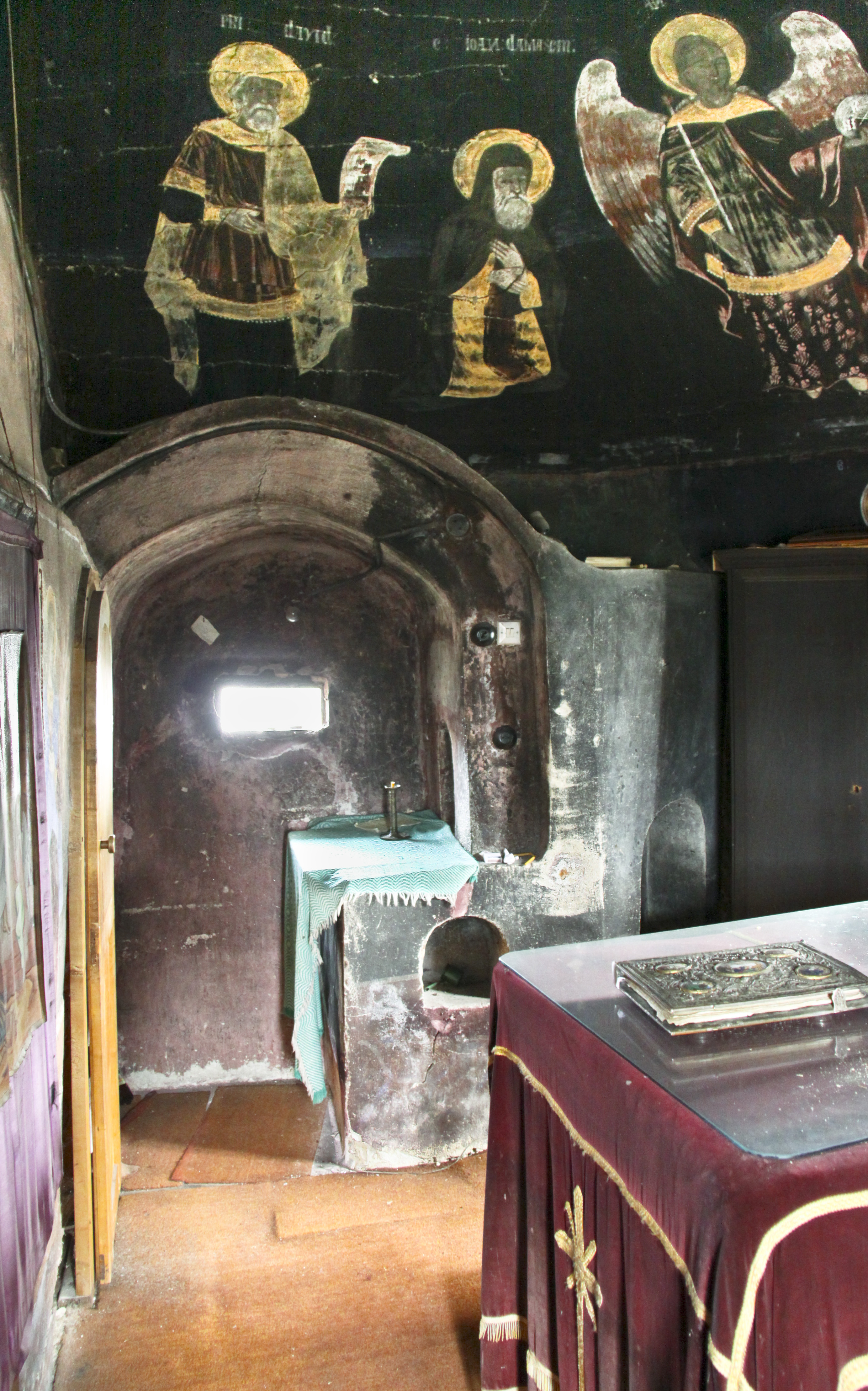
proscomidie
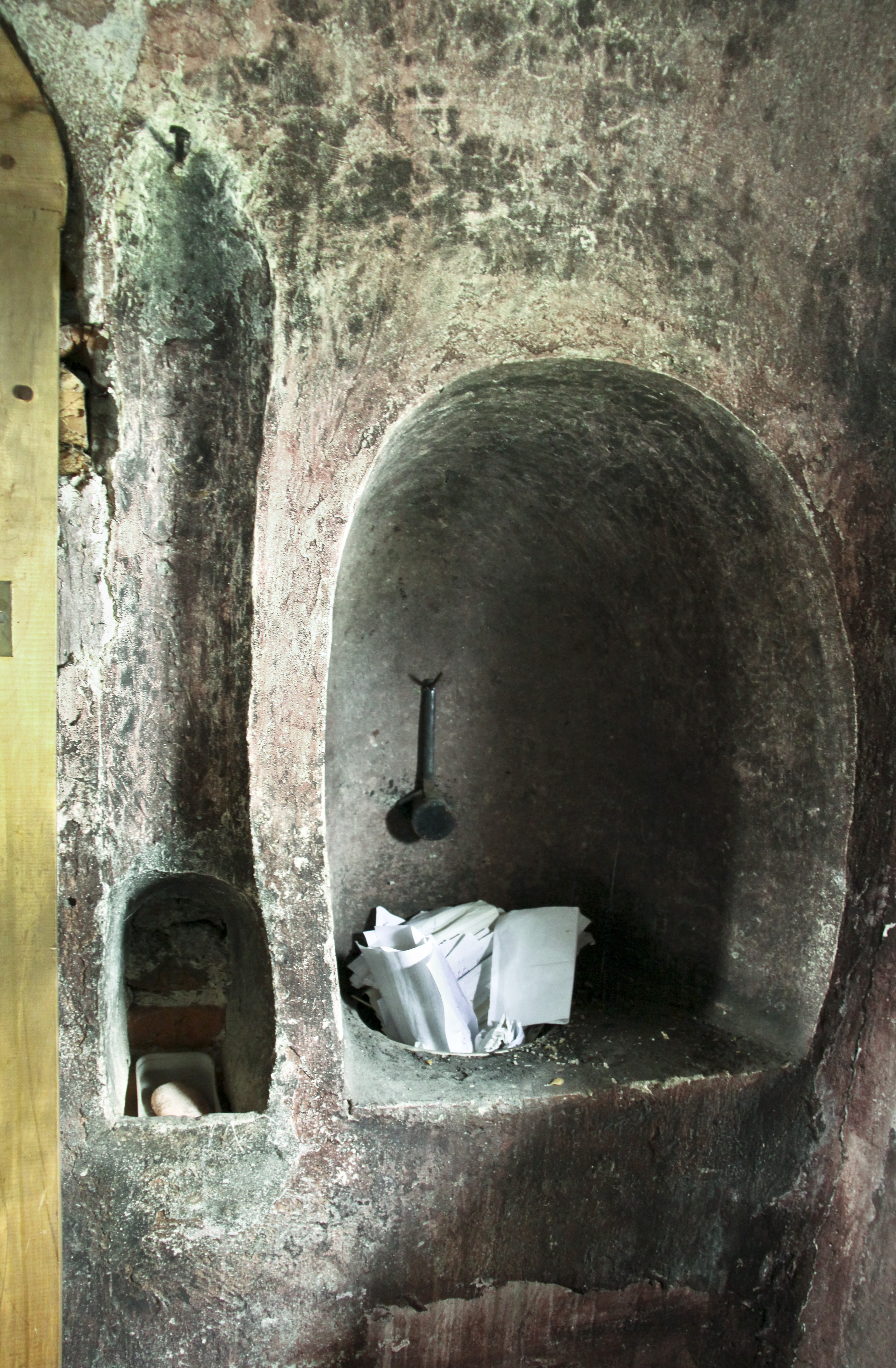
nişe la proscomidie
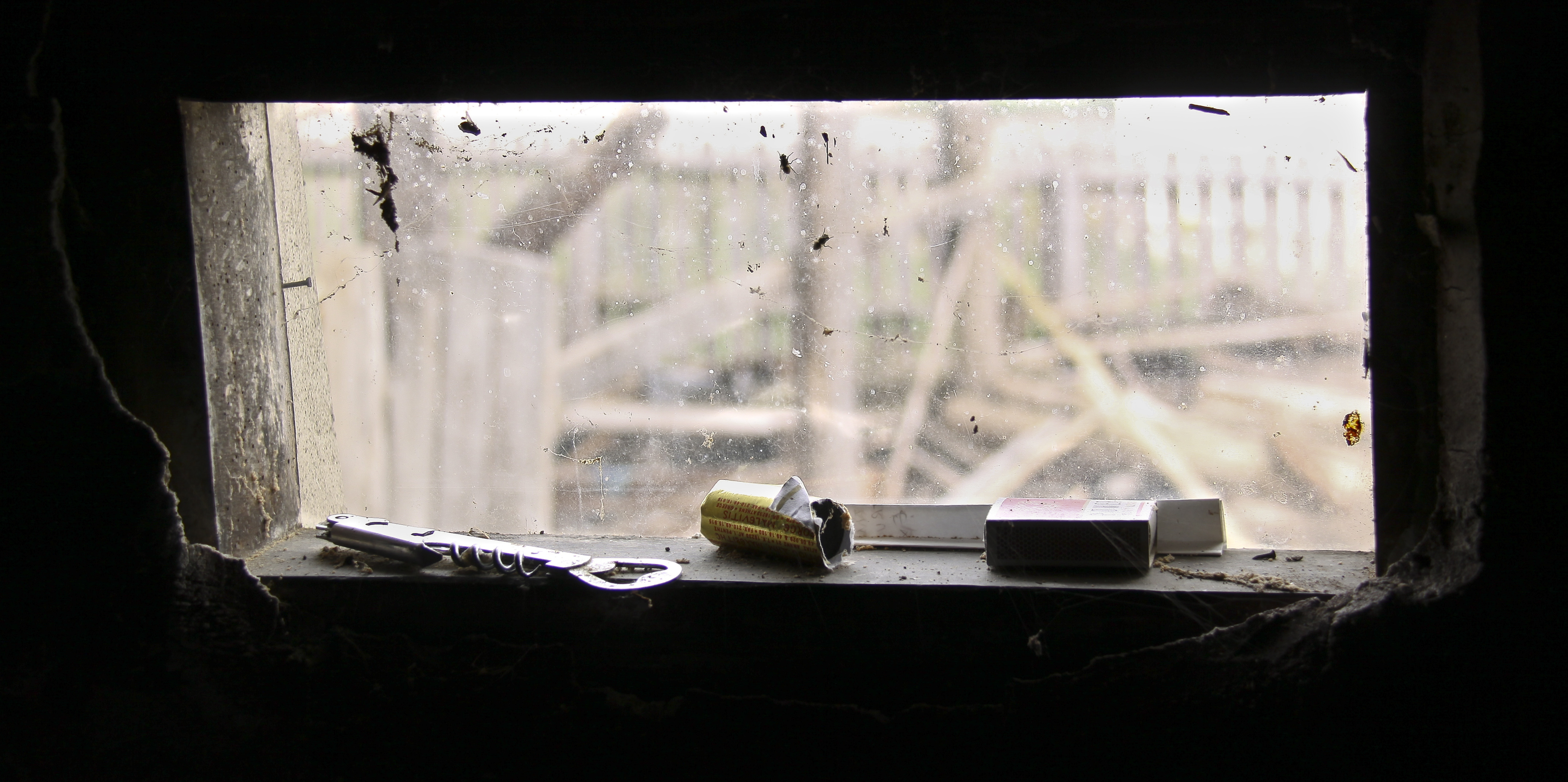
fereastră la proscomidie